# Dackefäbodtjärnen
Dackefäbodtjärnen är en sjö i Sundsvalls kommun i Medelpad och ingår i Indalsälvens huvudavrinningsområde. Sjön har en area på 0,148 kvadratkilometer och ligger 242,2 meter över havet.

## Delavrinningsområde
Dackefäbodtjärnen ingår i det delavrinningsområde (696190-155068) som SMHI kallar för Utloppet av Dackefäbodtjärnen. Medelhöjden är 300 meter över havet och ytan är 1,55 kvadratkilometer. Det finns inga avrinningsområden uppströms utan avrinningsområdet är högsta punkten. Vattendraget som avvattnar avrinningsområdet har biflödesordning 3, vilket innebär att vattnet flödar genom totalt 3 vattendrag innan det når havet efter 65 kilometer. Avrinningsområdet består mestadels av skog (83 procent). Avrinningsområdet har 0,15 kvadratkilometer vattenytor vilket ger det en sjöprocent på 9,5 procent.